# Enes Sağlık
Enes Sağlık (8 juli 1991) is een Belgisch voetballer die uitkomt voor Excel Moeskroen. Hij is een middenvelder.

## Spelerscarrière
Sağlık sloot zich in 1997 aan bij Etoile FC Wegnez en trok in 2007 naar AS Eupen. Daar debuteerde hij op 31 juli 2010 in eerste klasse, op de openingsspeeldag tegen RSC Anderlecht. Na de degradatie speelde Sağlık nog één seizoen in Tweede klasse, alvorens in 2012 te worden opgepikt door Sporting Lokeren. Daar kreeg in hij in zijn debuutseizoen volop zijn kans, maar na de komst van Jordan Remacle in 2013 verdween hij naar het achterplan. Sporting Charleroi bood in januari 2014 een reddingsboei. Saglik was in zijn eerste tweeënhalf seizoen nog een vaste waarde bij de Carolo's, maar daarna raakte hij opnieuw meer en meer uit beeld. Toen hij uiteindelijk zelfs in de B-kern verzeild was geraakt, leende Charleroi hem voor zes maanden uit aan tweedeklasser AFC Tubize.
Na zijn terugkeer was er onder de nieuwe trainer Karim Belhocine geen beterschap. In januari 2020 stapte hij over naar Excel Moeskroen.

## Statistieken
| Seizoen         | Club               | Land            | Competitie         | Competitie | Competitie | Beker | Beker | Europees | Europees | Totaal | Totaal |
| Seizoen         | Club               | Land            | Competitie         | Wed.       | Dlp.       | Wed.  | Dlp.  | Wed.     | Dlp.     | Wed.   | Dlp.   |
| --------------- | ------------------ | --------------- | ------------------ | ---------- | ---------- | ----- | ----- | -------- | -------- | ------ | ------ |
| 2009/10         | KAS Eupen          | Vlag van België | Exqi League        | 19         | 1          | 1     | 0     | —        | —        | 20     | 1      |
| 2010/11         | KAS Eupen          | Vlag van België | Jupiler Pro League | 33         | 0          | 2     | 0     | —        | —        | 35     | 0      |
| 2011/12         | KAS Eupen          | Vlag van België | Tweede Klasse      | 37         | 10         | 3     | 1     | —        | —        | 40     | 11     |
| 2012/13         | Sporting Lokeren   | Vlag van België | Jupiler Pro League | 31         | 1          | 2     | 0     | 0        | 0        | 33     | 1      |
| 2013/14         | Sporting Lokeren   | Vlag van België | Jupiler Pro League | 5          | 0          | 1     | 0     | —        | —        | 6      | 0      |
| 2013/14         | Sporting Charleroi | Vlag van België | Jupiler Pro League | 12         | 1          | 0     | 0     | —        | —        | 12     | 1      |
| 2014/15         | Sporting Charleroi | Vlag van België | Jupiler Pro League | 29         | 2          | 2     | 1     | —        | —        | 31     | 3      |
| 2015/16         | Sporting Charleroi | Vlag van België | Jupiler Pro League | 38         | 3          | 2     | 0     | 4        | 1        | 44     | 4      |
| 2016/17         | Sporting Charleroi | Vlag van België | Jupiler Pro League | 10         | 1          | 0     | 0     | —        | —        | 10     | 1      |
| 2017/18         | Sporting Charleroi | Vlag van België | Jupiler Pro League | 18         | 0          | 3     | 0     | —        | —        | 21     | 0      |
| 2018/19         | Sporting Charleroi | Vlag van België | Jupiler Pro League | 0          | 0          | 0     | 0     | —        | —        | 0      | 0      |
| 2018/19         | → AFC Tubize       | Vlag van België | Eerste klasse B    | 6          | 0          | 0     | 0     | —        | —        | 6      | 0      |
| 2019/20         | Sporting Charleroi | Vlag van België | Jupiler Pro League | 0          | 0          | 0     | 0     | —        | —        | 0      | 0      |
| 2019/20         | Excel Moeskroen    | Vlag van België | Jupiler Pro League | 0          | 0          | 0     | 0     | —        | —        | 0      | 0      |
| Carrière totaal | Carrière totaal    | Carrière totaal | Carrière totaal    | 238        | 19         | 16    | 2     | 4        | 1        | 258    | 22     |

1 Delavalée ·
2 Duplus ·
4 Gueye ·
6 Dekuyper ·
7 Tainmont ·
8 Bourdouxhe ·
9 Postolachi ·
10 Bakić ·
11 Mohamed ·
14 Faraj ·
15 Lepoint  ·
16 Mayoka-Tika ·
17 Dione ·
19 Vroman ·
20 Lucas ·
21 Gillekens ·
22 Bocat ·
24 Henry ·
25 Diandy ·
26 Silvestre ·
28 Angiulli ·
29 Badibanga ·
30 Carcela ·
32 Gnohéré ·
35 Mandanda ·
40 Simba ·
70 Tabekou ·
Myny ·
Giunta ·
Coach: Jeunechamps